# アジア銀行

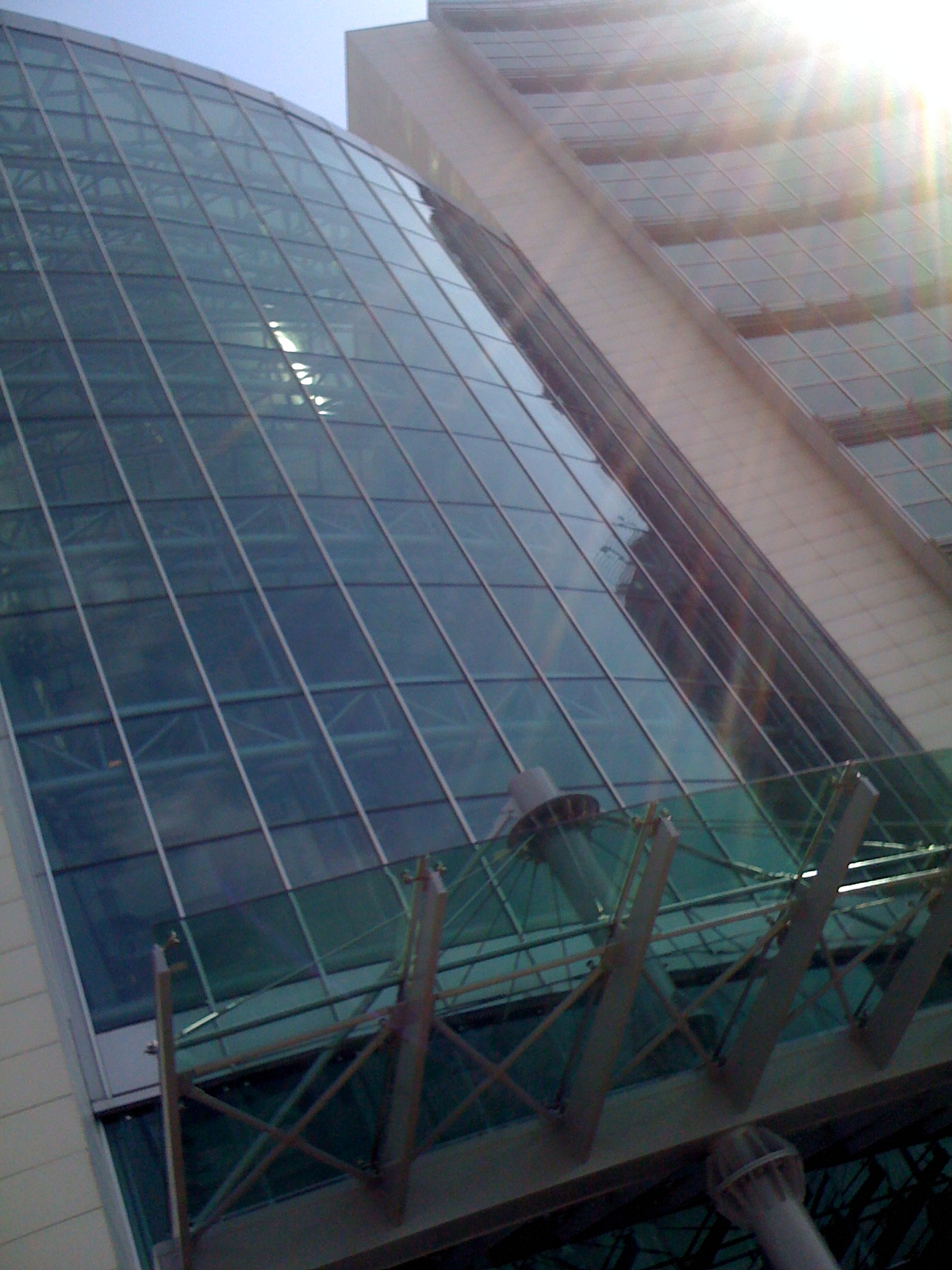
トルコのイスラム銀行、アジア銀行の中央支店。

アジア銀行(正式名称:Asya Katılım Bankası A.Ş.、アスヤ銀行とも)はトルコで6番目の民間金融機関として1996年10月にアルトゥニザーデ中央支店を設立し創業。2005年12月20日に会社名を「アジア金融株式会社(Asya Finans Kurumu Anonim Şirket)」から「アジア銀行(Asya Katılım Bankası Anonim Şirketi)」に変更した。2015年2月3日、トルコ預金保険機構(TMSF)が株式の63パーセントを差し押さえた。

## データ
2012年3月31日付けの単体財務諸表によるとアジア銀行の総資産額は1兆4070億リラ。実体経済への金融支援は現金・非現金決済合わせて2280億リラに達した。前年度の当座貸し状況は23パーセント増の1407億リラ、当座・普通預金額は19パーセント増で1318億リラとなった。純資産は2011年度より11パーセント増の220億リラとなっている。

## 金融サービス
- 個人事業主向け
- 法人事業主向け
- 中小企業融資
- 国際業務